# Leptonemaster venustus
Leptonemaster venustus är en sjöliljeart. Leptonemaster venustus ingår i släktet Leptonemaster och familjen Comasteridae. Inga underarter finns listade i Catalogue of Life.